# イルマ・ゴンザレス
イルマ・ゴンザレス（スペイン語: Irma González）ことイルマ・モラレス・ムニョス（スペイン語: Irma Morales Muñoz、1936年8月20日 - ）は、メキシコの元女子プロレスラー。モレロス州モレナバカ出身。

## 来歴
1955年8月20日、プエブラでデビュー。
1959年にナショナル王座を獲得し、長きにわたり保持していた。
1975年9月、全日本女子プロレスの「第1回ワールドリーグ戦」メキシコ代表として初来日。
最後の来日となった1979年「WWWA世界タッグリーグ戦」には娘であるイルマ・アギラールと組んで参戦した。
1980年5月25日、UWA世界女子王座を獲得。1982年8月27日にも返り咲いている。
1990年には母娘タッグで初代ナショナルタッグ王座を獲得した。メキシコではルーシー加山&トミー青山のクイーン・エンジェルスとも対戦している。
2008年に引退。70歳過ぎても現役であった。

## タイトル
- メキシコ女子王座
- UWA世界女子王座
- メキシコ女子タッグ王座（w/イルマ・アギラール）

## 得意技
- タパティア
- ゴリー・スペシャル